# Улмень (комуна, Бузеу)
Улмень, Улмені (рум. Ulmeni) — комуна у повіті Бузеу в Румунії. До складу комуни входять такі села (дані про населення за 2002 рік):
- Белтерець (572 особи)
- Вилчеле (479 осіб)
- Клондіру (765 осіб)
- Серата (397 осіб)
- Улмень (1117 осіб) — адміністративний центр комуни

Комуна розташована на відстані 83 км на північний схід від Бухареста, 16 км на південний захід від Бузеу, 115 км на захід від Галаца, 102 км на південний схід від Брашова.

## Населення
За даними перепису населення 2002 року у комуні проживали 3330 осіб.
Національний склад населення комуни:
| Національність | Кількість осіб | Відсоток |
| -------------- | -------------- | -------- |
| румуни         | 3255           | 97,7%    |
| цигани         | 70             | 2,1%     |
| угорці         | 4              | 0,1%     |
| німці          | 1              | < 0,1%   |

Рідною мовою назвали:
| Мова      | Кількість осіб | Відсоток |
| --------- | -------------- | -------- |
| румунська | 3300           | 99,1%    |
| циганська | 28             | 0,8%     |
| угорська  | 2              | 0,1%     |

Склад населення комуни за віросповіданням:
| Релігія        | Кількість осіб | Відсоток |
| -------------- | -------------- | -------- |
| православні    | 3306           | 99,3%    |
| п'ятдесятники  | 13             | 0,4%     |
| римо-католики  | 4              | 0,1%     |
| бретрени       | 3              | 0,1%     |
| греко-католики | 2              | 0,1%     |
| реформати      | 1              | < 0,1%   |
| адвентисти     | 1              | < 0,1%   |

## Зовнішні посилання
- Дані про комуну Улмень на сайті Ghidul Primăriilor